# Université FON
L'université FON (macédonien : ФОН Универзитет) est la plus vieille université privée de la Macédoine du Nord. Son siège se trouve à Skopje et elle a été fondée en 2003, après l'entrée en vigueur d'une loi autorisant les établissements d'enseignement privés. Ses deux campus, situés à Skopje et Strouga, accueillent plus de 5 300 étudiants et 250 enseignants. L'université FON est la première institution d'enseignement de Macédoine à avoir adopté le processus de Bologne et le système européen de transfert et d'accumulation de crédits. 

## Départements et facultés
L'université compte 8 facultés :
- Faculté de droit
- Faculté de sciences politiques, de diplomatie et de journalisme
- Faculté de langues étrangères appliquées
- Faculté d'investigation et de sécurité
- Faculté d'économie
- Faculté d'information et de technologies de communication
- Faculté de sport
- Faculté de design et de multimedia